# 航空運航整備士
航空運航整備士（こうくううんこうせいびし）は、航空従事者国家資格のうちの1つ。国土交通省管轄。航空整備士の下位資格。

## 概要
航空機の整備を行うのに必要で、業務範囲は保守及び軽微な修理。
一等（飛行機の耐空類別輸送C及び輸送T、ヘリコプターの耐空類別輸送TA及び輸送TB）、二等（その他の耐空類別の飛行機とヘリコプター、滑空機、飛行船）の種別になっている。
国家試験は年2回実施される（実施は国土交通省）。試験には一等、二等ともに18歳以上の年齢制限のほか、一定の整備経歴が必要になる。

## 試験科目
- 学科

1. 機体・電子装備品等
2. 発動機
3. 航空法規

- 実技

1. 整備基本技術・検査技術・整備知見
2. 日常点検作業